# Saint-Aquilin-de-Pacy
Saint-Aquilin-de-Pacy era un comune francese di 567 abitanti situato nel dipartimento dell'Eure nella regione della Normandia. Il 1º gennaio 2017 è stato unito al comune di Pacy-sur-Eure di cui è divenuto comune delegato.

## Storia

### Simboli
Lo stemma comunale è stato registrato nel 1999.
Il pastorale ricorda sant'Aquilino, vescovo di Évreux nel VII secolo, ma può anche rappresentare l'episcopato di Bayeux, poiché la parrocchia era stata in passato oggetto di una donazione a suo favore. Il braccio destro con armatura e spada, segno del potere temporale e giudiziario, si ritrova a Boudeville, antico feudo (fief de haubert) dipendente da Saint-Aquilin.

## Società

### Evoluzione demografica
Abitanti censiti